# Kata Dumbović
Kata Dumbović - Mamica, rođena Kovačević (Lukovac, kraj Siska, 1903. — Zagreb, 14. srpnja 1941.) bila je sudionica Narodnooslobodilačke borbe i narodni heroj Jugoslavije.

## Životopis
Rođena je 1903. godine u selu Lukovcu kraj Siska, u siromašnoj seljačkoj obitelji. Tijekom Prvog svjetskog rata poginuo joj je otac, a majka je ostala sa šestoro male djece i starom bakom. Da bi se smanjio broj članova obitelji koje treba prehraniti, majka je Katu udala kao šesnaestogodišnjakinju.
Poslije nekoliko godina, brak se raspao i Kata je otišla od kuće. Privremeno se sklonila kod tete, a zatim je, 1924. godine, otišla u Zagreb, gdje se zaposlila kao kućna pomoćnica. Kasnije se uključila u rad Ujedinjenih radničkih sindikata Jugoslavije. Tu je upoznala krojačkog radnika Matu Dumbovića, za kojeg se poslije i udala.
Sudjelovala je u štrajkovima i drugim akcijama zagrebačkih radnika. Živjela je na Trešnjevki. Od milja su je zvali „Mamica“. Godine 1938., postala je članica Komunističke partije Jugoslavije. Početkom 1940. godine izabrana je za članicu Rajonskog komiteta KPH Trešnjevka u Zagrebu. Osim rada u Rajonskom komitetu, obavljala je i druge važne poslove: prenosila ilegalni partijski materijal i pomagala u radu štamparija, radila na snabdijevanju i sakrivaju ilegalaca, nabavi vojne opreme i hrane, krpanju odjeće i održavanju kontakata sa zarobljenicima. Aktivno je sudjelovala u organiziranju rada Pete zemaljske konferencije KPJ, održane u listopadu 1940. godine u Zagrebu.
Poslije okupacije Jugoslavije i proglašenja Nezavisne Države Hrvatske 1941. godine, Kata je ostala u Zagrebu. Tijekom lipnja 1941. godine, u masovnim hapšenjima komunista, i Kata je bila uhićena. Unatoč mučenju na saslušavanju, nije ništa priznala, pa je puštena zbog nedostatka dokaza.
Mjesni komitet KPH za Zagreb je, u srpnju 1941. godine, organizirao akciju oslobađanja zatvorenika iz ustaškog logora Kerestinca. U Kerestincu su tada bili zatvoreni Ognjen Prica, Božidar Adžija, Otokar Keršovani, August Cesarec, kao i mnogi drugi komunisti, među kojima i Katin muž, Mato Dumbović. Akcija je bila izvedena u noći s 13. na 14. srpnja, ali je bila neuspješna i Kata je u njoj poginula.
Ukazom Prezidija Narodne skupštine Federativne Narodne Republike Jugoslavije, 20. prosinca 1951. godine, proglašena je za narodnog heroja.
Godine 1952. Samoborska ulica na Trešnjevki dobila je ime po Kati Dumbović i nosila ga je sve do 1993. godine, kada postaje ulica Božidara Adžije. Ime Kate Dumbović nosila je i škola na Novoj cesti izgrađena 1961. godine, u čijem se dvorištu nalazila i Katina bista. Godine 1991. škola je preimenovana u OŠ Julija Klovića, a bista je uklonjena.